# Porta da Rua da Palma
A Porta da Rua da Palma foi uma antiga porta da cidade de Lisboa, inserida na cerca fernandina da cidade.
Esta porta ficava correspondente à Rua da Palma, entre o Palácio do Marquês de Alegrete e a Rua das Parreiras. Foi derrubada depois do terramoto de 1755 para alargamento daquela artéria, chamada então Rua Nova da Palma. Ainda existia em 1762.